# Montaigut-sur-Save
Montaigut-sur-Save (okzitanisch: Montagut de Sava) ist eine französische Gemeinde mit 1.946 Einwohnern (Stand: 1. Januar 2022) im Département Haute-Garonne in der Region Okzitanien. Sie gehört zum Arrondissement Toulouse und zum Kanton Léguevin. Die Einwohner werden Montaigutois und Montaigutoises genannt.

## Geographie
Montaigut-sur-Save liegt etwa 25 Kilometer nordwestlich von Toulouse an der Save. Umgeben wird Montaigut-sur-Save von den Nachbargemeinden Larra im Norden, Merville im Norden und Nordosten, Daux im Osten, Brax im Süden, Lévignac im Südwesten und Westen sowie Saint-Paul-sur-Save im Westen und Nordwesten.
Durch die Gemeinde führt die Route nationale 224.

## Bevölkerungsentwicklung
| Jahr                      | 1962 | 1968 | 1975 | 1982 | 1990 | 1999 | 2006 | 2013 | 2020 |
| Einwohner                 | 306  | 419  | 589  | 724  | 972  | 1201 | 1513 | 1592 | 1897 |
| Quelle: Cassini und INSEE |      |      |      |      |      |      |      |      |      |

## Sehenswürdigkeiten
- Kirche Saint-Pierre mit Ursprüngen aus dem 14./15. Jahrhundert
- Kapelle Notre-Dame-d’Alet aus dem 12. Jahrhundert, nach den Religionskriegen zerstört und 1673 wieder errichtet, seit 1988 als Monument historique klassifiziert

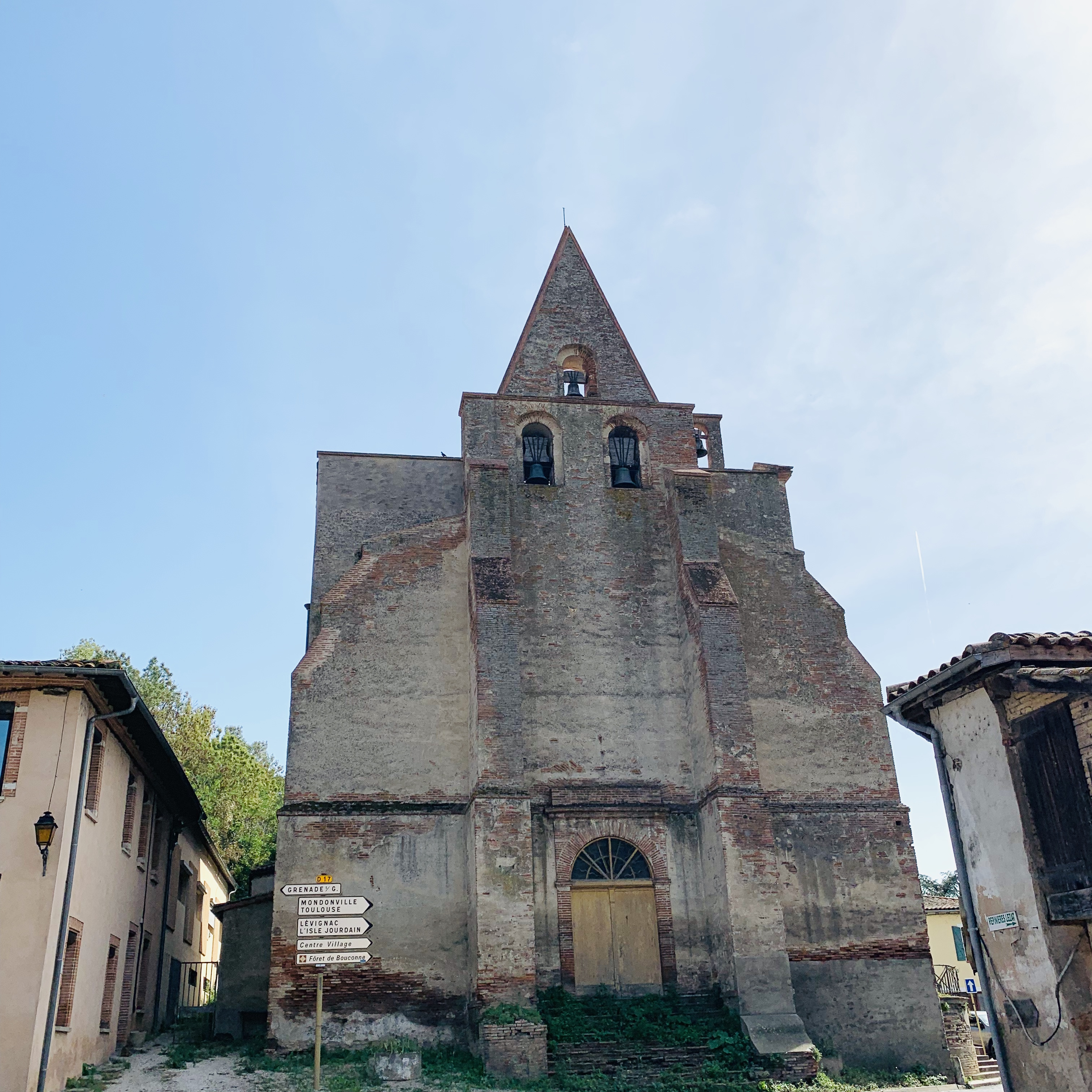
Kirche Saint-Pierre
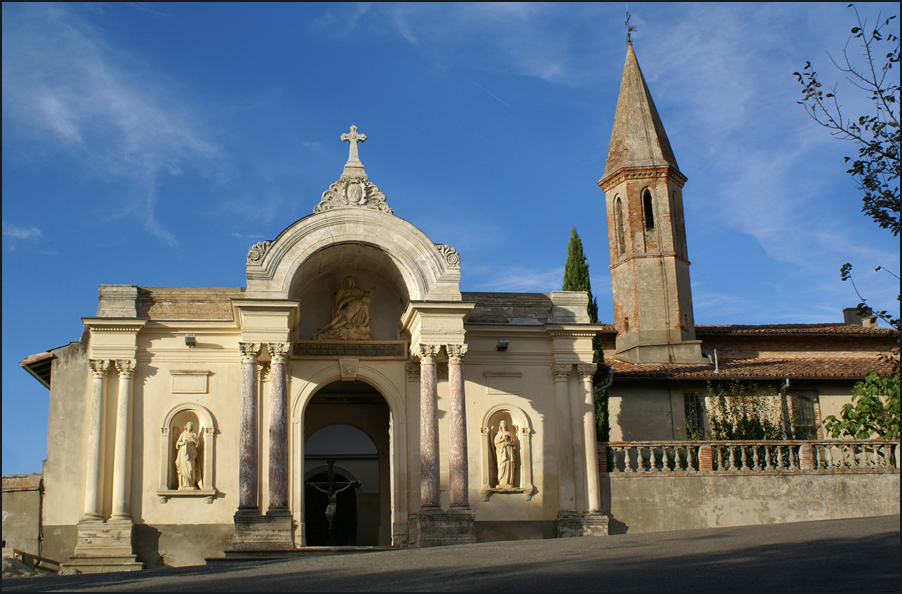
Kapelle Notre-Dame-d’Alet
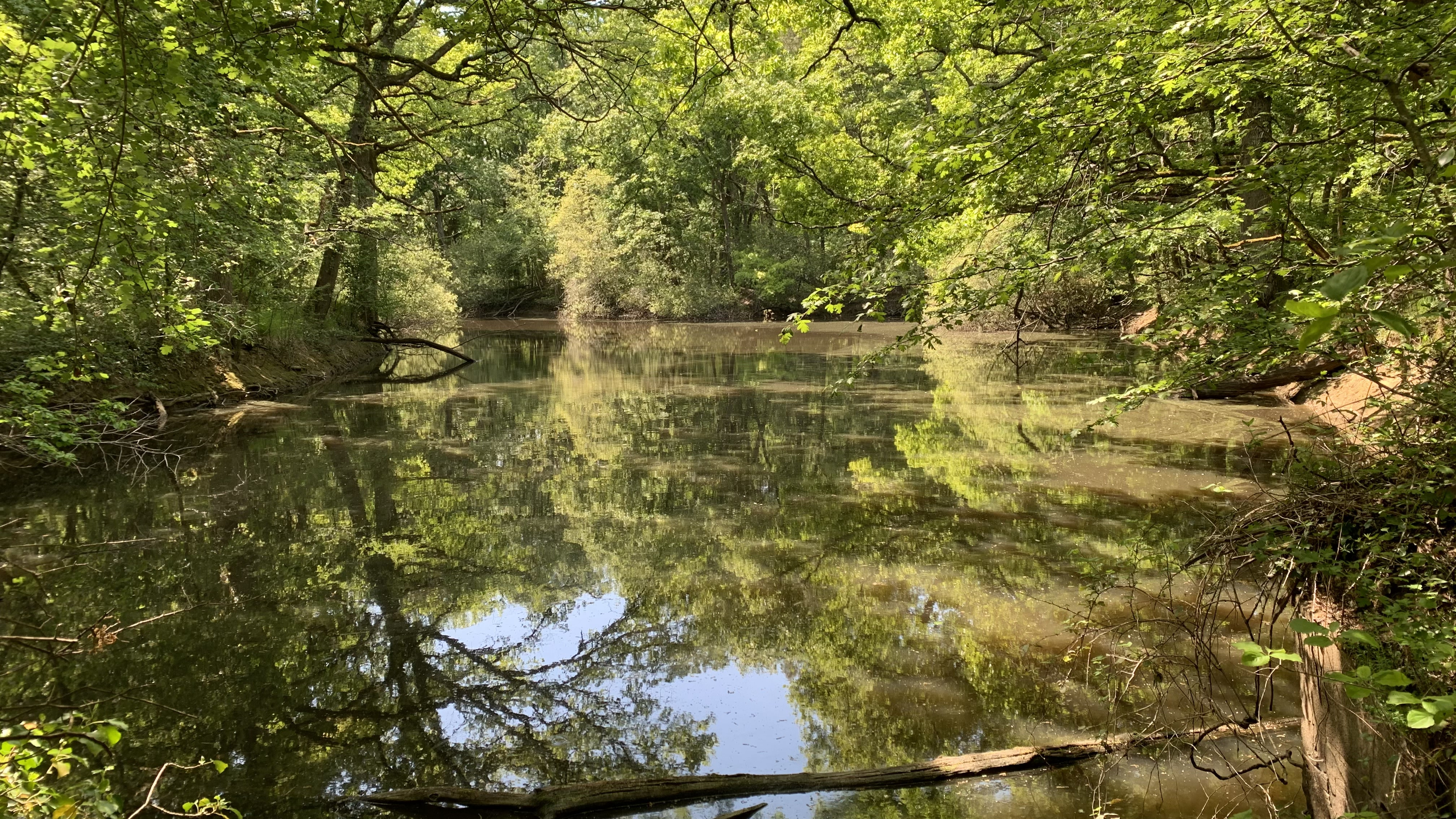
Teich im Wald von Bouconne